# 全日本スポーツカー耐久選手権
全日本スポーツカー耐久選手権（ぜんにほんスポーツカーたいきゅうせんしゅけん）は、2006年と2007年に開催された、自動車レースのカテゴリーである。

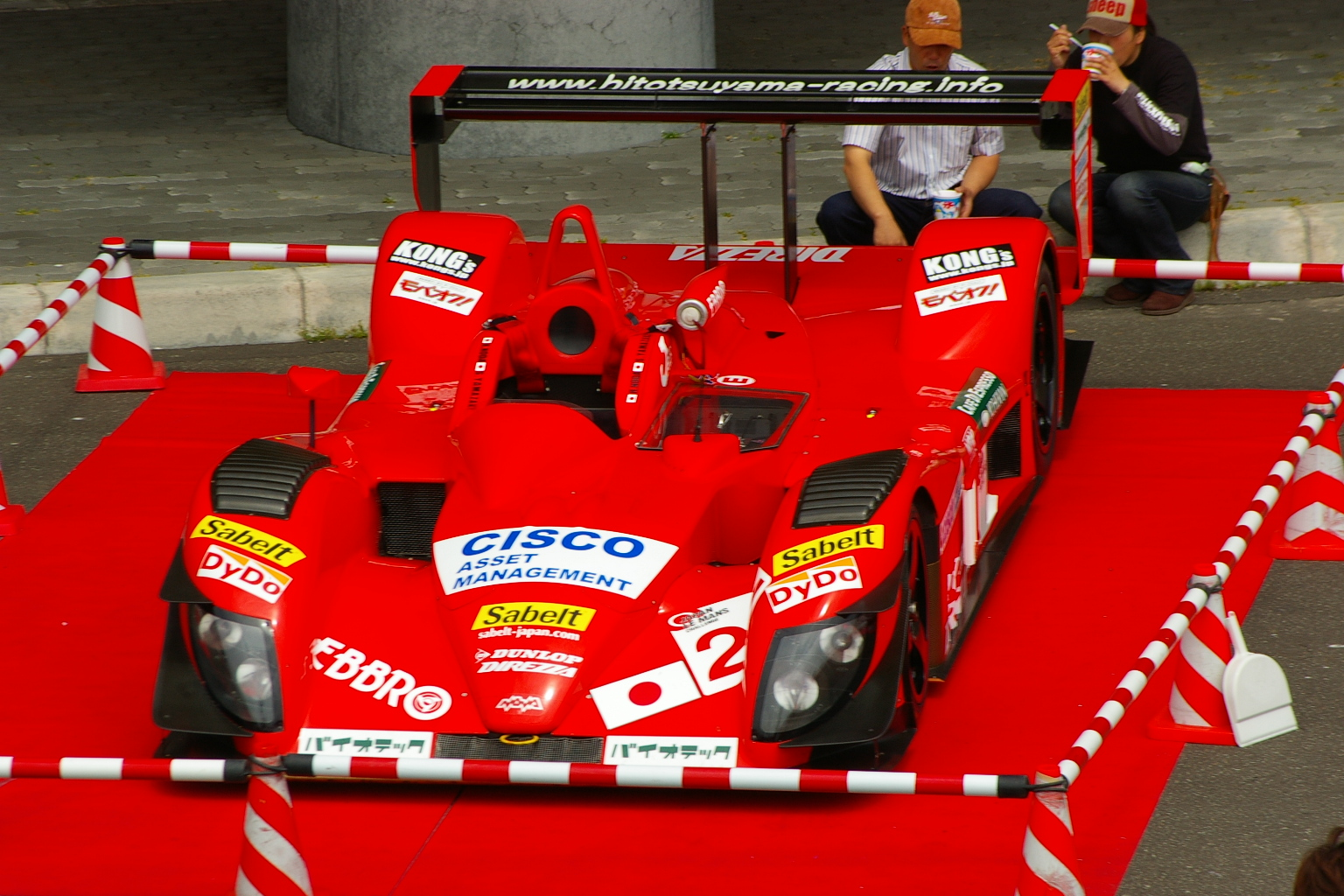
ザイテック・05S

## 概要

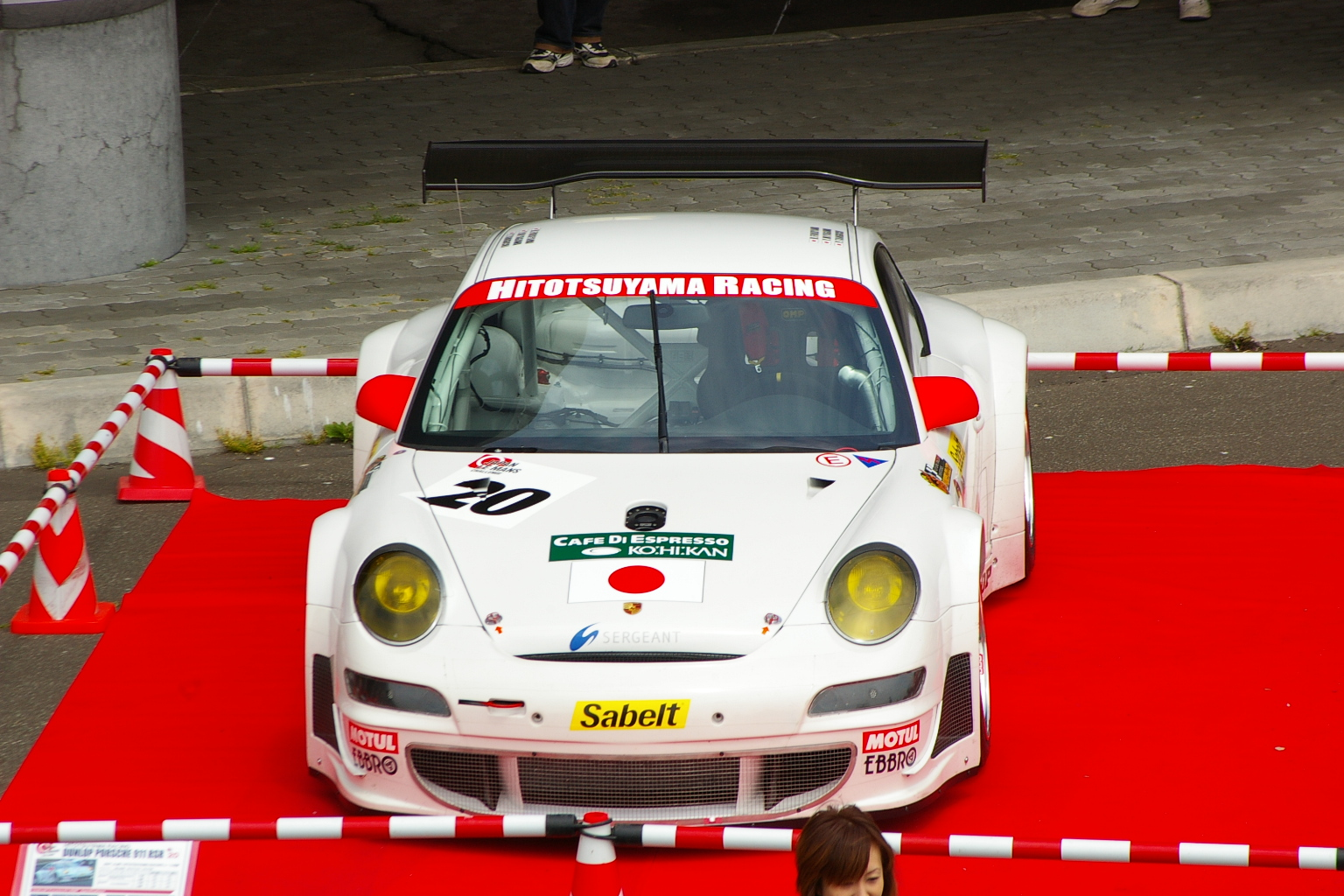
ポルシェ997

これまで全日本クラスの耐久選手権シリーズは全日本スポーツプロトタイプカー耐久選手権（JSPC）が存在していたが、1992年の消滅以後は開催されていなかった。さらに、全日本GT選手権（JGTC）は2005年からSUPER GTとして国際シリーズ化の道を歩み、スーパー耐久シリーズは日本自動車連盟（JAF）およびエントラントの意向から全日本選手権が懸けられていなかったため、フォーミュラーカー以外の全日本選手権が消滅してしまった。
そこで新たにSERO（Sports Car Endurance Race Operation）が組織され、スポーティングおよびテクニカル・レギュレーションをル・マン・シリーズ（LMS）ルールを基本（JAFによる「全日本スポーツカー選手権統一規則」に準拠）とすることにより、より参加しやすい新たな全日本選手権イベントとして立ち上げられた。全日本選手権が懸けられるのはドライバー、チーム、エンジンチューナーの3種で、レース距離は最短600km、最長24時間（ただし開催初年度の2006年は全レース1,000kmで開催）となっている。
当初の予定では将来的にLMSとのダブルタイトル戦を開催するなど、ル・マン24時間レースを頂点としてヨーロッパ、アメリカ、日本で世界的なシリーズ戦を展開する構想や、車両レギュレーションが完全なル・マン準拠となる2008年から各クラスのシリーズチャンピオンに無条件で翌年のル・マン24時間レースへの出場権が与えられる計画となっていた。そのため、「Le Mans」の名称使用の承認をル・マン24時間レースを主催するフランス西部自動車クラブ（ACO）と、LMSのプロモーターから得て、シリーズ名を「Japan Le Mans Challenge」（JLMC）とした。
また同時開催として、クラシックカーレースの「Classic Endurance Racing Japan」、スーパースポーツカーレースの「Sport Car Circuit Challenge」が行われた。
しかし集客面での苦戦や、参加エントラントが主催者側の思惑に反しほとんど増加しなかったこと、2008年から予定されていた完全ル・マン準拠レギュレーションへの移行が難しくなったことなどの理由から、2007年シーズンを持ってシリーズが終了した。

## 参加車両のカテゴリー
LMSレギュレーションに準拠した車両（LMP-1,LMP-2,LM-GT1,LM-GT2）となる。
なお、2006年・2007年の2年間は暫定措置として、ル・マン規定に適合しない車両であっても主催者の特認を得ることでレース参戦が可能となっており、実際にGC-21やRSといった車両が参加している。エントラントこそ少なかったものの、車種・タイヤメーカーは多彩であった。

## スケジュール

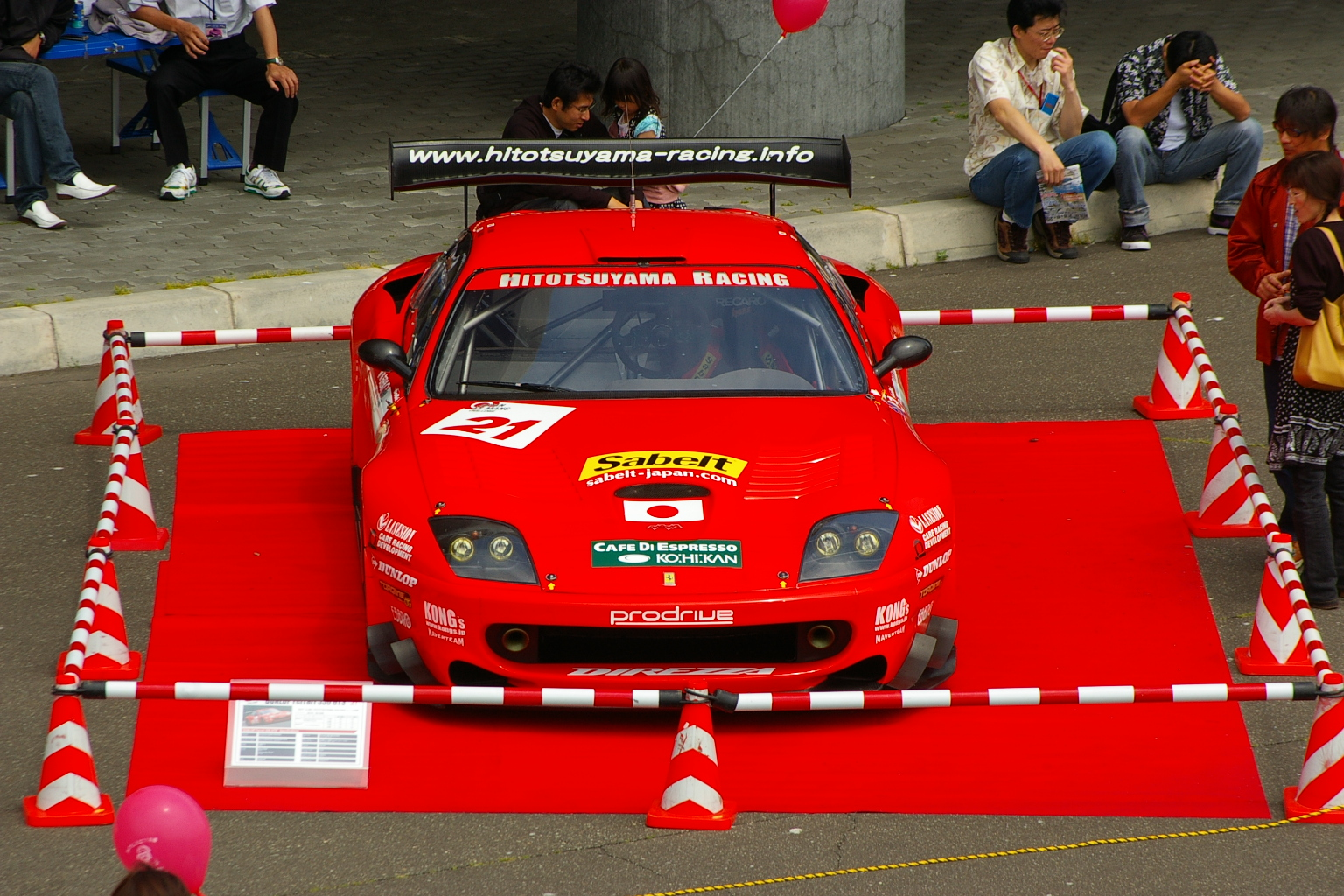
フェラーリ550GTS

### 2007年
|       | 開催日          | 開催サーキット     |
| ----- | --------------- | ------------------ |
| 第1戦 | 5月12日 - 13日  | スポーツランドSUGO |
| 第2戦 | 6月2日 - 3日    | 富士スピードウェイ |
| 第3戦 | 7月21日 - 22日  | ツインリンクもてぎ |
| 第4戦 | 10月27日 - 28日 | 岡山国際サーキット |

### 2006年
|       | 開催日          | 開催サーキット     |
| ----- | --------------- | ------------------ |
| 第1戦 | 5月13日 - 14日  | スポーツランドSUGO |
| 第2戦 | 7月1日 - 2日    | ツインリンクもてぎ |
| 第3戦 | 10月28日 - 29日 | 岡山国際サーキット |

## 歴代チャンピオン

### スポーツカー部門
- （）内は（シャーシ/エンジン/タイヤ）

| 年   | LMP1                                                        | LMP1                                                      | LMP1               | LMP2                                                               | LMP2                                                | LMP2               |
| 年   | ドライバー                                                  | チーム                                                    | エンジンチューナー | ドライバー                                                         | チーム                                              | エンジンチューナー |
| ---- | ----------------------------------------------------------- | --------------------------------------------------------- | ------------------ | ------------------------------------------------------------------ | --------------------------------------------------- | ------------------ |
| 2006 | 島沢隆彦 （RS.オスカー・SK93/トヨタ/ヨコハマ）              | JIDOSHA KOUBOU MYST （RS.オスカー・SK93/トヨタ/ヨコハマ） | セクグチカーズ     | 坂本祐也/行方由久/藤井誠暢 （ダラーラ・GC-21/トヨタ/ブリヂストン） | LAV-TEC MYZ （ダラーラ・GC-21/トヨタ/ブリヂストン） | トムス             |
| 2007 | 野田英樹/山崎信介 （ザイテック・05S/ザイテック/ダンロップ） | HITOTSUYAMA RACING （ザイテック・05S/ダンロップ）         | ザイテック         | 富澤勝/麻生裕二 （ダラーラ・GC-21/ヨコハマ）                       | AIM SPORTS （ダラーラ・GC-21/トヨタ/ヨコハマ）      | ハナシマレーシング |

### GT部門
- （）内は（マシン/タイヤ）

| 年   | LMGT1                                                        | LMGT1                                                | LMGT1              | LMGT2                                                       | LMGT2                                          | LMGT2              |
| 年   | ドライバー                                                   | チーム                                               | エンジンチューナー | ドライバー                                                  | チーム                                         | エンジンチューナー |
| ---- | ------------------------------------------------------------ | ---------------------------------------------------- | ------------------ | ----------------------------------------------------------- | ---------------------------------------------- | ------------------ |
| 2006 | 片岡龍也/服部尚貴/田嶋栄一 （フェラーリ・550GTS/ダンロップ） | HITOTSUYAMA RACING （フェラーリ・550GTS/ダンロップ） | プロドライブ       | 青山光司/高木真一/新田守男 （ポルシェ・996RSR/ミシュラン）  | TEAM KAWAMURA （ポルシェ・996RSR/ミシュラン）  | ハナシマレーシング |
| 2007 | 飯田章/藤井誠暢 （フェラーリ・550GTS/ダンロップ）            | HITOTSUYAMA RACING （フェラーリ・550GTS/ダンロップ） | プロドライブ       | 青山光司/高木真一/新田守男 （フェラーリ・430GT/ミシュラン） | TEAM KAWAMURA （フェラーリ・430GT/ミシュラン） | MICHELOTTO         |